# 酢橘
酢橘（學名:Citrus sudachi）芸香科的常綠植物。是日本柚子的近緣種。開花期是5-6月左右開白色的花。秋天結果。